# Karl Nicolussi-Leck

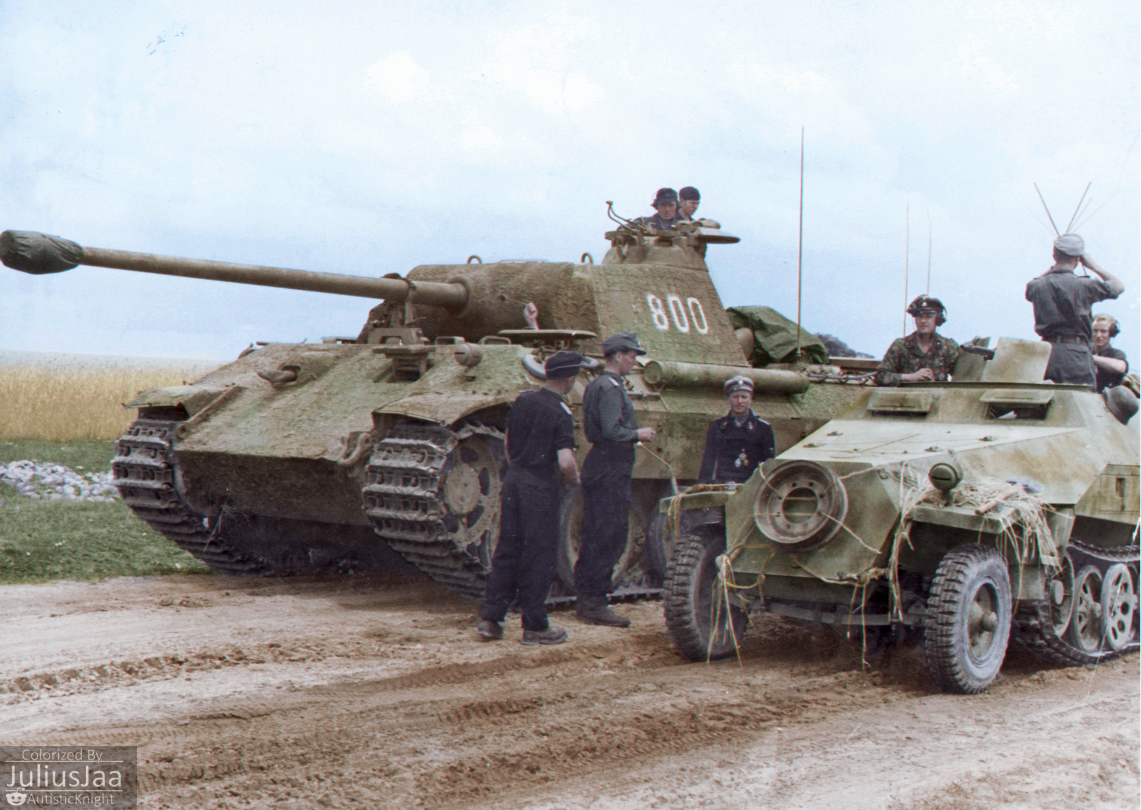
Nicolussi-Leck (Mitte, in der Nähe von Warschau, 1944)

Karl Nicolussi-Leck (* 14. März 1917 in Pfatten; † 30. August 2008 in Bozen) war Propagandist des Nationalsozialismus in Südtirol und während des Zweiten Weltkriegs Offizier der Waffen-SS, zuletzt im Rang eines SS-Hauptsturmführers. Nach 1945 war er Unternehmer und Kunstsammler.

## Leben

### Beginn der NS-Karriere in Südtirol
Karl Nicolussi-Leck wuchs am Kreithof in der Gemeinde Pfatten auf, besuchte Schulen zunächst in Kaltern und dann in Bozen, wo er am 28. Juli 1936 am Franziskanergymnasium seine Reifeprüfung (maturità) ablegte. Er war nach eigenen Angaben ein Einzelgänger, der nicht mit anderen Kindern und Jugendlichen raufte oder spielte, sondern „immer schöne Dinge suchte“.
Nicolussi-Leck war am Aufbau der nationalsozialistischen Organisation Völkischer Kampfring Südtirols wesentlich beteiligt. Er wurde dort bald zu einem der führenden und aktivsten Köpfe und gab damals seinen Beruf als „politischer Führer und Organisationsleiter der NS-Bewegung in Südtirol“ an. Er erhielt auch eine entsprechende ideologische Ausbildung im Dritten Reich etwa an der NS-Ordensburg Krössinsee. Am 10. Oktober 1939 begann er an der Universität Padua ein Studium der Rechts- und Wirtschaftswissenschaften, brach dieses jedoch kurz nach Beginn des Zweiten Weltkriegs ab.

### Freiwilliger der Waffen-SS 1940–1945
Im Januar 1940 meldete sich Nicolussi-Leck freiwillig im Deutschen Reich bei der Waffen-SS (SS-Nr. 423.876 [V]).
Er wurde dem motorisierten SS-Infanterie-Regiment „Deutschland“ zugeteilt, mit dem er ab April 1941 am Balkanfeldzug teilnahm. Ab Juni 1941 wurde er an der Ostfront eingesetzt. Von November 1941 bis März 1942 besuchte er die SS-Junkerschule Bad Tölz. Danach kämpfte er als Untersturmführer in der 5. SS-Panzer-Division „Wiking“ in der Ukraine.
Im März 1944 beteiligte sich Nicolussi-Leck als Obersturmführer der Wiking-Division am Entsatz des Kessels von Kowel, dessen eingeschlossene Truppen sich unter dem Kommando von SS-Oberführer Herbert Otto Gille befanden. Am 30. März stieß Nicolussi-Leck mit 7 Panzern des Typs „Panther“ der SS-Wiking-Division und 50 Mann der 131. Infanterie-Division in den Kessel vor. Der Kessel konnte so gehalten werden, bis am 4. April 1944 eine Verbindung zu den deutschen Linien geschaffen war. Am 5. April begann die zweitägige Evakuierung des Kessels durch einen „Flaschenhals“, der von der 131. Infanterie-Division, der 4. und 5. Panzer-Division und der SS-Division Wiking gehalten wurde. In dieser Zeit wurden 2.000 Verwundete und alle Kettenfahrzeuge hinter die deutschen Linien gebracht. Nicolussi-Leck wurde hierfür mit dem Ritterkreuz des Eisernen Kreuzes ausgezeichnet und zum SS-Hauptsturmführer befördert.
Im Laufe des Jahres 1944 beteiligte sich Nicolussi-Leck an Kämpfen in Polen und Ungarn. 1945 war er an den Kämpfen im Ruhrkessel und bei Hannover beteiligt, wo er sich am 22. April 1945 mit seiner Kampfgruppe den Amerikanern ergab.

### Nach 1945: NS-Fluchthelfer, Unternehmer, Kulturmäzen
Nach dem Zweiten Weltkrieg verhalf Nicolussi-Leck ehemaligen Nationalsozialisten und SS-Angehörigen zur Flucht über Rattenlinien nach Übersee. Wie viele seiner SS-Kameraden ging auch er dann mit einem Reisedokument des Roten Kreuzes unter falschen Angaben nach Argentinien. Politisch betätigte sich Nicolussi kaum mehr, engagierte sich hingegen bald in der Landwirtschaft, vor allem beim Bau von Bewässerungsanlagen. Dazu gründete er in Buenos Aires das Unternehmen „Aspersion, Nicolussi & Cia“, eine damals sehr erfolgreiche Firma, aus deren Verkaufserlös an Mannesmann er später seine Villa in Hochfrangart erwerben konnte. In Lecks Firma kamen auch flüchtige NS-Täter – wie etwa SS-Brigadeführer Hans Fischböck – unter. Ein enger Geschäftspartner von Leck war Horst Carlos Fuldner, einer der wichtigsten Fluchthelfer im Dienste des argentinischen Präsidenten Juan Perón. Die beiden SS-Offiziere kannten sich schon seit Fluchthilfezeiten in Italien. Nun teilten sie sich in Buenos Aires ein gemeinsames Büro im 6. Stock der Avenida Córdoba 374.
In den 1950er Jahren kehrte Nikolussi-Leck wieder nach Südtirol zurück. Mit Hilfe von Mannesmann gründete er hier wieder erfolgreich Firmen für landwirtschaftliche Maschinen und Beregnungsanlagen. Bei Nicolussi-Leck liefen bald viele Verbindungen aus Spanien, Italien, Deutschland und Argentinien zusammen. Seine engsten Geschäftspartner waren meist alte Kameraden aus der NS-Bewegung oder der SS, beispielsweise der bekennende Altnazi Paul Maria Hafner, dem er eine Stelle bei Mannesmann in Spanien verschaffte. Diese Netzwerke aus Weltanschauung, Freundschaften und Geschäftsinteressen funktionierten noch bis in die 1980er Jahre hinein.
Daneben widmete sich Leck auch seiner Leidenschaft der Kunst. Im Laufe vieler Jahre hat Nicolussi-Leck seine Villa in Frangart (Hochfrangart) und den zugehörigen Weinberg mit moderner Kunst ausgestaltet. Nicolussi-Leck gehörte zu den Gründern des „Südtiroler Bildungszentrums“, des Museums für moderne und zeitgenössische Kunst Museion und der Landesfachhochschule für Gesundheitsberufe „Claudiana“.

## Auszeichnungen
- Eisernes Kreuz (1939) II. Klasse am 25. Juli 1942 und am 9. August 1942 die I. Klasse
- Panzerkampfabzeichen in Silber am 1. September 1942
- Verwundetenabzeichen (1939) in Schwarz am 2. September 1942 und am 12. Dezember 1942 in Silber für 5 Verwundungen
- Goldenes Ehrenzeichen der HJ, Herbst 1943
- Nennung im Wehrmachtsbericht am 3. April 1944
- Ritterkreuz des Eisernen Kreuzes am 9. April 1944[4]
- Deutsches Kreuz in Gold am 10. März 1945[4]